# Битва при Ладе
Битва при Ладе — морское сражение Греко-персидских войн, происшедшее в 494 году до н. э. В сражении участвовал объединённый флот восставших против персов греческих городов Ионии — участников Ионийского восстания и флот персидской Державы Ахеменидов, состоявший из флотов покоренных морских государств: Финикии, Египта, Киликии и Кипра.
Битва при Ладе была первым морским сражением, более или менее подробное описание которого, принадлежащее Геродоту, дошло до нас.

## Силы сторон
Греческий флот значительно уступал по своим размерам персидскому.
Остров Хиос выставил наибольшее количество судов — 100 кораблей, по 40 лучших воинов на каждом; Милет, богатый и населенный город, опоздал со снаряжением и выставил только 80; Лесбос — 70; Самос — 60 и т. д. Фокея, лишь понемногу оправившаяся от выселения и разрушения, происшедшего за 50 лет до этого, не смогла выставить более 3 кораблей, во главе которых, однако, был поставлен лучший и способнейший из военачальников — Дионисий. В общей сложности было выставлено 353 триремы, но флотом их назвать было нельзя; это были скорее девять эскадр, очень различавшиеся по силе, без единого главного начальника, без тактического подразделения и подготовки, а главное без привычки действовать совместно и подчиняться одному командиру.
Каждой эскадре было отведено место в боевой линии, причём самосцы получили место на западном крыле, находившемся в открытом море; рядом с ними были расположены лесбосцы. С самого начала обнаружилось, что у командующего нет тактических познаний, а команды ещё не выучились грести. По совету Дионисия и с согласия всех прочих командиров были начаты тактические упражнения. Он усердно начал обучать флот эволюциям, упражнял его в прорыве сквозь линию неприятельских судов и т. д. Для сокращения времени корабли не вытаскивались, как это практиковалось обычно, на берег, а оставлялись ночью на якорях. Если бы мыслями Дионисия прониклись все без исключения, то могла бы появиться основательная надежда на успех даже при встрече с превосходящими силами; но сознание необходимости этих упражнений скоро перестало разделяться всеми, и ионяне, благодаря разгульной неправильной жизни, стали очень инертными. Несмотря на то, что от подготовки зависел вопрос их жизни, они очень скоро стали тяготиться делом и роптать на лишения и требуемое от них напряжение сил. По истечении недели они не пожелали подчиняться требовательному начальнику, происходившему из незначительной Фокеи, съехали на берег и разбили там палатки. В этих условиях попытки персов посеять при помощи находившихся в Персии изгнанных из ионийских городов тиранов рознь и вражду между греками упали на благоприятную почву.
Общие силы персидского флота состояли из 600 кораблей. Персидский флот имел единое командование и не испытывал таких проблем, как их противники.

## Ход сражения
При приближении персидского флота ионийский вышел к нему навстречу в открытое море, придерживаясь островка Лада. Общий план нападения на фланги и центр неприятельских сил был заранее распределен между отдельными отрядами, но раньше, чем дело дошло до столкновения, большая часть (около 50) самосских кораблей поставила паруса и пошла к себе домой на Самос, находящийся невдалеке. Лесбосский и ещё некоторые флоты, находившиеся вблизи самосцев, последовали их примеру. Тем не менее, оставшиеся 200 кораблей, в особенности же хиосские, сражались очень храбро. Во время боя несколько раз прорывалась линия неприятельских судов, и большое количество их было захвачено греками. Несмотря на этот кажущийся успех, они не могли долго сопротивляться превосходящим силам неприятеля и, потеряв к концу сражения более половины своих кораблей, обратилась в бегство. Много тяжело поврежденных трирем было посажено на мель у берега Микале. Команды, сошедшие на берег и направившиеся на родину, были приняты жителями Эфеса за персов и перебиты.

## Итоги сражения
Итогом сражения стал фактический разгром Ионийского восстания и подчинение Ионии Персидской империи.